# NGC 6699
NGC 6699 is een balkspiraalstelsel in het sterrenbeeld Pauw. Het hemelobject werd op 12 juli 1834 ontdekt door de Britse astronoom John Herschel.

## Synoniemen
- ESO 183-21
- AM 1847-572
- IRAS 18477-5722
- PGC 62512